# Juan José Lami
Juan José Lami (Santiago del Estero, Argentina, ? - Silípica, íd., 1834) fue un sacerdote argentino, destacado miembro del gobierno local de la provincia de Santiago del Estero durante los años posteriores a la Revolución de Mayo.
Vinculado a la sociedad santiagueña, fue miembro del cabildo catedralicio de la diócesis de Salta. En 1810 apoyó la prédica revolucionario de José Moldes y ayudó a que la ciudad de Salta apoyara la Revolución de Mayo y a la Primera Junta de gobierno surgida de ella.
El cabildo de la ciudad de Santiago del Estero lo nombró como diputado, para incorporarse a la que sería la Junta Grande, pero una serie de conflictos entre la autoridad central y el caudillo local Juan Francisco Borges le impidió viajar a Buenos Aires a incorporarse a la misma.
En 1811 ocupó el cargo de provisor del obispado de Salta, por haber sido arrestado el obispo Nicolás Videla del Pino, notorio realista, por orden de la Junta. Al año siguiente, sin embargo, el general Manuel Belgrano hizo también arrestar a Lami, como sospechoso de ser realista, aunque posiblemente como amigo del rebelde Borges. Fue enviado preso a Buenos Aires, donde permaneció detenido en el Convento de la Recoleta.
Regresó a Santiago del Estero a fines de 1813 y se vinculó con las clases dirigente, especialmente con la familia Taboada. Se mantuvo alejado de las complicaciones políticas ál ser nombrado párroco de la parroquia de Silípica, poco al sur de la capital; pero periódicamente irrumpía en la política local, como influyente miembro de grupos de poder vinculados al cabildo.
En 1820, el caudillo Juan Felipe Ibarra, cuñado de los Taboada, ocupó el cargo de gobernador de la provincia, y Lami se vinculó a él. Fue elegido diputado provincial y presidente de la legislatura, y apoyó la política de Ibarra y la autonomía provincial de su partido. Fue el autor de un proyecto de constitución provincial, que no llegó a ser tratado, y que fue el único que conoció Santiago del Estero hasta después de la caída de Ibarra, 30 años después.
Varias veces prestó servicios diplomáticos al gobernador, firmando en su nombre algunos tratados de paz con las provincias vecinas. Por dos veces fue gobernador delegado.
Murió en 1834 en Silípica, provincia de Santiago del Estero.